# Maria Mutagamba

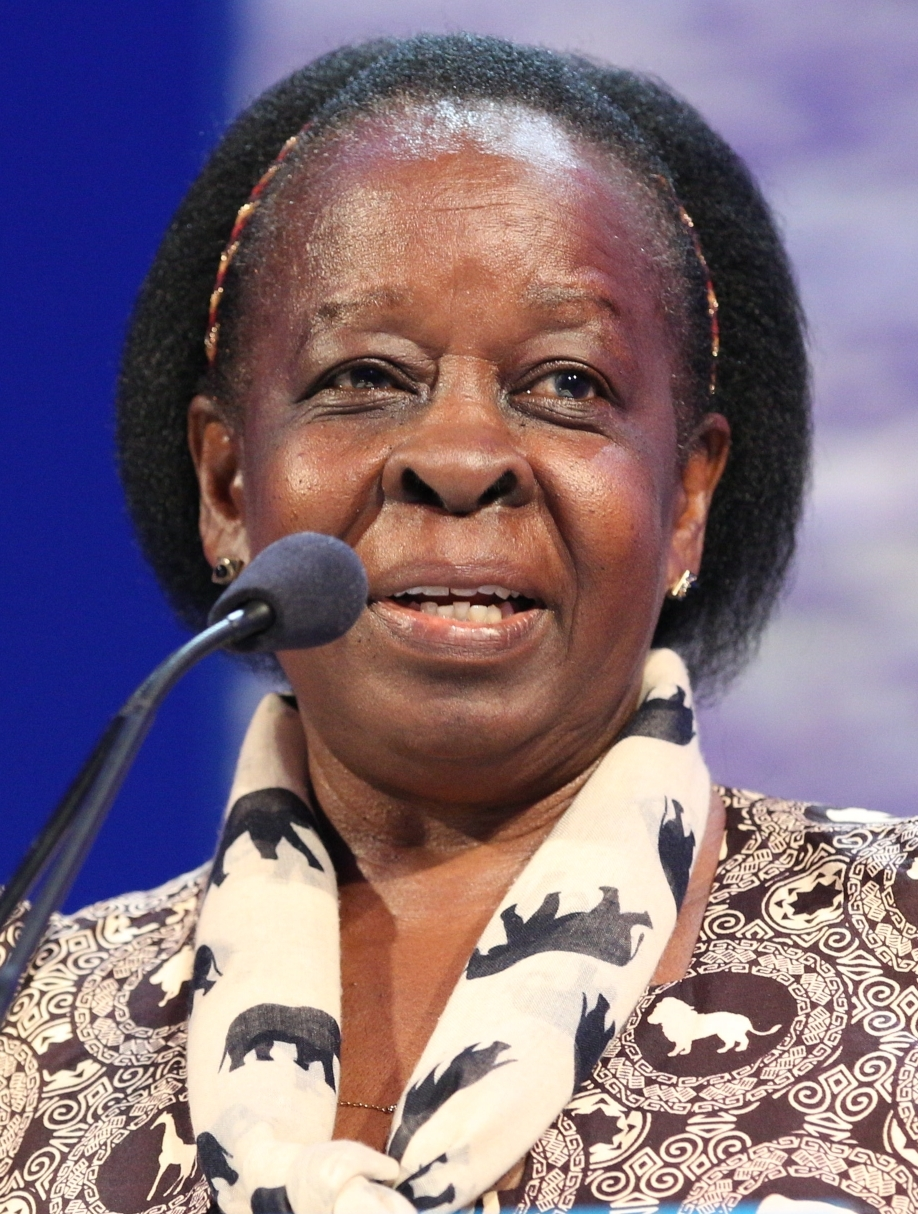
Maria Mutagamba auf dem WTTC Global Summit, 2016

Maria Emily Lubega Mutagamba (* 5. September 1952 in Uganda; † 24. Juni 2017 in Kampala, Uganda) war eine ugandische Politikerin und Ökonomin. Sie war von 2011 bis 2012 Ministerin für Wasser und Umwelt und vom 15. August 2012 bis zum 6. Juni 2016 Ministerin für Tourismus, Wildtiere und Kulturgüter im ugandischen Kabinett. Außerdem war sie von 2001 bis 2016 gewählte Abgeordnete im Parlament von Uganda für den Distrikt Rakai auf dem durch die Verfassung für eine Frau reservierten Sitz des Distrikts.

## Leben
Mutagamba wurde im Distrikt Rakai geboren. Sie besuchte 1967 bis 1970 die St. Aloysius Senior Secondary School in Bwanda, Distrikt Kalungu und schloss mit dem O-Level ab. Anschließend besuchte sie 1971 und 1972 das Mount Saint Mary's College in Namagunga im Distrikt Mukono für das A-Level. Von 1973 bis 1976 besuchte sie die Makerere-Universität in Kampala, die sie mit einem Bachelor of Arts in Wirtschaftswissenschaften abschloss. Außerdem erwarb sie 1980 ein Diplom in Computerprogrammierung an der ICL Computer School in Nairobi, Kenia, und 1997 ein Zertifikat in Executive Leadership an der John F. Kennedy School of Government in Cambridge, Massachusetts. 2013 wurde ihr von der McMaster University in Kanada die Ehrendoktorwürde in Jura verliehen.
Mutagamba arbeitete von 1976 bis 1980 als Bankangestellte bei der Bank of Uganda. Von 1991 bis 1999 war sie eine Direktorin der Bank. Zwischen 1994 und 1995 war sie Delegierte der verfassungsgebenden Versammlung. In den Jahren 1999–2000 war sie stellvertretende Generalsekretärin der Democratic Party. Im Jahr 2000 wurde sie zur Staatsministerin für Wasserressourcen und später im Jahr 2006 zur Ministerin für Wasser und Umwelt ernannt, ein Amt, das sie bis 2012 innehatte. Von 2004 bis 2012 war sie Präsidentin des African Ministers' Council on Water und von 2005 bis 2012 Koordinatorin des Global Women Leaders Forum for Water and Sanitation. Außerdem war sie stellvertretende Vorsitzende der Task Force der Vereinten Nationen für integriertes Wasserressourcenmanagement. Sie war bekannt für ihre Arbeit für die Sache des Wassers und das Global Water Harvesting Network.
Mutagamba war vom 15. August 2012 bis zu ihrer Ablösung durch Ephraim Kamuntu am 6. Juni 2016 Ministerin für Tourismus, Wildtiere und Kulturgüter. Während ihrer Zeit als Ministerin war sie für die Förderung eines beliebten ugandischen Eier-, Gemüse- und Chapati-Wraps bekannt, das als Rolex („rolled eggs“) bekannt ist. Sie belebte auch den Schönheitswettbewerb Miss Tourism Uganda wieder, der 2010 ins Leben gerufen worden war. Aufgrund ihrer sich verschlechternden Gesundheit gab sie 2016 die aktive Politik auf.
Sie war mit Tarsis Matthew Mutagamba verheiratet, der 17 Jahre lang bis zu seiner Pensionierung im Jahr 1980 für die Bank of Uganda arbeitete. Er war der erste afrikanische Chefbuchhalter bei der Bank. Tarsis starb am 2. Januar 2004 im Alter von 70 Jahren an Herzversagen. Er hinterließ 16 Kinder.
Mutagamba starb am 24. Juni 2017 im Case Medical Centre in Kampala an den Komplikationen von Leberkrebs, wobei sie auch an Gallensteinen litt. Sie war 64 Jahre alt. Sie wurde drei Wochen vor ihrem Tod ins Krankenhaus eingeliefert. Premierminister Ruhakana Rugunda nannte ihren Tod „einen großen Verlust für das Land“. Sie wurde am 28. Juni 2017 im Dorf Gamba in Kakuuto im Distrikt Rakai beigesetzt. Die Beerdigung wurde von John Baptist Kaggwa, dem Bischof des römisch-katholischen Bistums Masaka, zelebriert.